# Bandera de Nunatsiavut
La bandera de Nunatsiavut  es la bandera adoptada por la Asociación Inuit de Labrador para representar a los inuits de Labrador y las reivindicaciones territoriales de su zona de asentamiento llamado Nunatsiavut. El pabellón representa un inukshuk tradicional inuit de color blanco, azul y verde, los mismos colores que la bandera de Labrador.
El 1 de diciembre de 2005 con la ratificación de la Constitución Inuit de Labrador la bandera se convirtió en un símbolo oficial de la región. En el apéndice 1-C de dicha constitución se describe la bandera y su esquema de colores.
- Datos: Q3039089